# Леонтий Кипрский
Леонтий (греч. Λεόντιος Νεαπόλεως) — епископ Неаполя Кипрского (современного Лимасола на Кипре) в VII веке. Он написал «Житие Иоанна Милостивого» по заказу архиепископа Констанции Аркадия; «Житие Симеона Юродивого»; потерянное «Житие Спиридона Тримифунтского», Апологию против евреев и другую апологию в защиту икон. Его апология в защиту икон была прочитана епископом Констанции Константином II на Втором Никейском соборе, посвященном византийскому иконоборчеству. Его произведения считаются одними из немногих работ, дающих какое-либо представление о местном греческом языке ранней и средней Византии. Вероятно, он присутствовал на Латеранском соборе в Риме в 649 году. Его работа была переведена на латынь и опубликована в Patrologia Graeca.

## Публикации
- Leontii Neapoleos in Cipro Episcopi. Opera Omnia (1865) Greek original with parallel Latin translation.
- Leontios’ von Neapolis: Leben des helligen Johannes des Barmherzigen (1893) German Translation.